# Csüry István
Csüry István (Mikola, 1921. július 2. – Debrecen, 1980. december 3.) az Egyetemi Könyvtár főigazgatója, a Szocialista Kultúráért kitüntetés, a Szabó Ervin-emlékérem és a Munka Érdemrend ezüst fokozatának tulajdonosa.

## Életpályája
Középiskolai tanulmányait Kolozsváron végezte el. 1940–1944 között magyar-német szakon Eötvös-kollégista volt a budapesti Pázmány Péter Tudományegyetemen. A II. világháború miatt tanulmányait 1945-ben a Debreceni Egyetem magyar–német szakán fejezte be. 1946-ban bölcsészdoktorátust szerzett. 1945–1980 között a debreceni egyetemi könyvtárban dolgozott: önkéntes gyakornok (1945), könyvtári asszisztens (1946), osztályvezető (1950), 1947–1949 között Kondor Imre helyettes megbízott könyvtárigazgatója, 1956-tól igazgató, 1977-től főigazgató volt. 1958–1979 között a Könyv és Könyvtár című évkönyv szerkesztője volt. 1972–1975 között a magyarországi egyetemi könyvtárak szakfelügyelője  volt.

### Munkássága
Nevéhez köthető az egyetemi könyvtár korszerűsítése, az egyetem több könyvtárának hálózatba foglalása és együttes működtetése, a központi könyvtár begyűjtő és kiszolgáló információs tevékenységének kiterjesztése, városon belüli és regionális könyvtárközi és bibliográfiai együttműködés kiépítése. Fontos munkája volt az országos és központi könyvtárügyekben, mint szakértő-közreműködő. Részt vett az Országos Könyvtárügyi Tanács és számos könyvtárügyi bizottság munkájában. Később foglalkozott ismeretelmélettel, a tudományos megismerés folyamatával, valamint irodalomszociológiával is. Kezdeményezője volt a debreceni egyetemi könyvtár több kiadványsorozatának.

## Családja
Szülei: Dr. Csűry Bálint (1886–1941) nyelvész és Magoss Erzsébet (1895–1964) voltak. 1962-ben házasságot kötött; felesége, Kató Klára könyvtáros volt. Fia: Csűry István nyelvész, a Debreceni Egyetem Francia Tanszékének docense.

## Szakcikkeinek témái
- a könyvtári munkaszervezés és annak módszertana
- az egyetemi könyvtár és hálózata modellje
- a bibliográfia-elméletkérdés köre
- a gyűjtés és regisztrálás érdekküszöbei
- a könyvtár mint kutatóhely, a szakreferatura és eszköztára
- regionális könyvtárközi feladatok.

## Művei
- A szocialista könyvtári üzem szervezete és működése (Debrecen, 1954)
- A nemzeti könyvtári gyűjtés kategóriái (Debrecen, 1967)
- A munkaszervezés helyzete és problémái a hazai tudományos könyvtárakban (Budapest, 1974)
- Számok a századvégi irodalom társadalomtörténetéhez (Debrecen, 1979)

## Díjai
- a Szocialista Kultúráért díj (1959, 1969)
- Szabó Ervin-emlékérem (1972)
- a Munka Érdemrend ezüst fokozata (1978)